# Meersbrook
Meersbrook est une banlieue de la ville de Sheffield, Angleterre située au sud de Heeley. Le nom vient du cours d'eau, le Meers Brook, un affluent de la River Sheaf qui signifie « le ruisseau de frontière » et dans les temps anciens, avec le Limb Brook, formait la frontière entre les royaumes anglo-saxons de Northumbrie et de Mercie. Il est resté comme frontière entre le Yorkshire et le Derbyshire au XXe siècle. Meersbrook lui-même était formé de plusieurs petites communautés qui ont donné à beaucoup de rues leurs noms ; Rush Dale, Carfield & Cliffe Field et en 1857 étaient aussi connus que Mears Brook. Meersbrook est une zone du canton électoral de Gleadless Valley à Sheffield.

## Histoire
Meersbrook est un attrayant ensemble de rues calmes remplies de familles et de personnes simples de tous les milieux. Tandis que le dessus de Meersbrook est peuplé par des familles plus riches, les parties inférieures, les routes de Valley & Rushdale ont été injustement marquées comme étant un secteur hippy. En 1868, des logements ont été construits dans Heeley sur Shirebrook Road en direction de Chesterfield Road vers Sheffield et la nouvelle Ligne principale des Midlands (en), proche de Heeley Station. Un hameau se développait également le long de Derbyshire Lane et vers le bas près de Smith Wood. En 1873 la terre à côté du cours d'eau Meers Brook a été divisée en plusieurs futures rues et lots avec la formation de la Meersbrook Land Society. Les règles pour la construction de bâtiments étaient strictes, y compris des règles au sujet de la taille de l'attribution, la quantité de pierre et toutes les maisons devaient faire face à la route. Aucun bâtiment n'a été permis au-delà d'un alignement arbitrairement choisi et ceci étant assuré par le fait que toutes les maisons ont eu leurs jardins sur le devant. Les règles interdisaient également les magasins et les pubs sur le côté sud connu aussi sous le nom de la frontière. À partir 1900 des lampes à gaz ont été installées. Argyle Road a été construite en 1902 en même temps qu'une coupe vers Upper Albert Road. Dans les années 1930s la compagnie Arnold Laver développa Meersbrook (les terrains situés derrière le Coop et le bureau de poste), utilisant des noms variantes des mots Holly, Thorpe et House, menant à bien des confusions au sein des habitants de ce nouveau lotissement.
Aussi bien résidentiel qu'agricole, Meersbrook a été également assez industrialisé. En effet, la compagnie W May ltd Dyers & cleaners a été établie sur London Road South and Chesterfield Road et Joseph Tyzack & Son ltf (voir photo). Le bâtiment de Meersbrook Works est toujours utilisé aujourd'hui comme centre d'artisanat et d'industrie légère et par l'académie Black Belt (auto défense). Tyzack a bâti Meersbrook Works en 1876, le logo Tyzack peut être vu sur le haut du mur de face avec ses trois jambes concentrée. La tannerie de Meersbrook (voir photo) est un bâtiment imposant maintenant divisé et occupé par plusieurs restaurants. L'arrière du bâtiment est désormais séparée en plusieurs appartements appelés Arthington Flats. Fin 2005 l'usine Hoyland Fox et sa cheminée (classée monument historique) furent détruites, des appartements sont en construction à leur place.

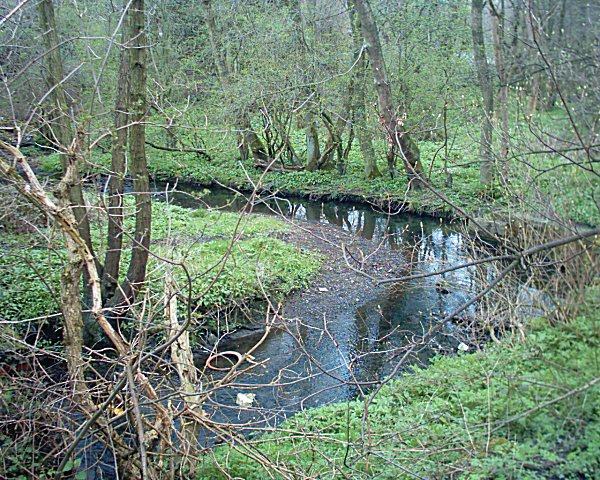
La Meers Brook près de Cat Lane, Meersbrook.

## La Meers Brook
Le Meers Brook est un cours d'eau à Sheffield, Angleterre et un des principaux affluent de la River Sheaf. La Meers Brook prend source à Gleadless et descend la vallée du même nom pour ensuite passer au sein de Meersbrook, ensuite, souterraine, continue sous Meersbrook pour se déverser dans la River Sheaf près de Saxon Road et Clyde Road à Lowfield.

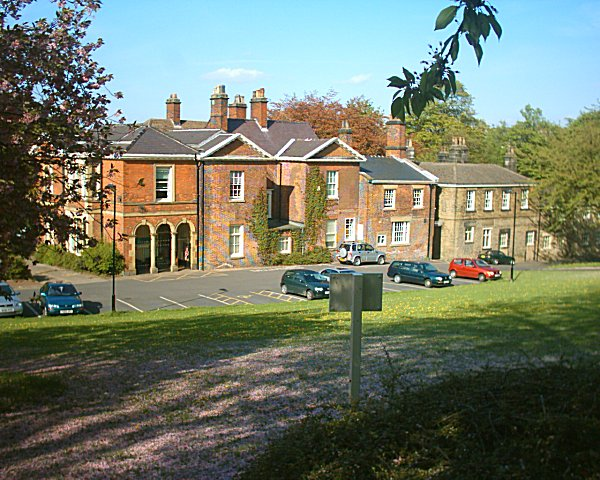
Meersbrook House

## Meersbrook Park et Meersbrook House
Le parc de Meerbrook occupe une grande partie de la région du même nom. Ce parc, à flanc de coteau, offre un excellent panorama du centre de Sheffield. À l'intérieur du parc se trouve deux bâtiments historiques: Bishops' House (c. 1500) (La maison des évêques) est l'un des bâtiments les plus anciens de la ville qui sert à présent de musée et Meersbrook House. Meersbrook House a été construite en 1780 par Benjamin Roebuck. La propriété incluait le potager muré et le domaine de la maison qui s'est prolongé jusqu'au cours d'eau Meers. La battisse fut la demeure du Ruskin Museum jusqu'en 1950. John Ruskin avait à l'origine installé son musée au Museum of St. George en 1871 dans un petit cottage dans Walkley, mais il fut renommé et déplacé à Meersbrook House en 1890. La collection de Ruskin peut encore être vue aux Millennium Galleries à Sheffield. Bien que le secteur ait toujours été dans le Derbyshire les conseillers de Sheffield regardaient déjà au-delà de la frontière pour des équipements d'agréments pour leurs citoyens. En janvier 1885 Sheffield City Council acheta la maison et la terre en tant que parc public, la maison est à présent classée monument historique.

## Bishops' House
Bishops' House est une maison à colombage dans le quartier sud de Meersbrook de City of Sheffield, Angleterre, construite circa 1500.

## Blythe Wheel and Mill
Blythe Wheel était une roue à eau située à l'emplacement de l'actuelle Rushdale Terrace. Dans un premier temps, elle meulait du blé puis servait de roue de meulage d'affilage. La famille Blythe la faisait fonctionner. Les Blythes vécurent à Bishops' House

## Cliffefield House
Cliffefield House était un grand manoir juste au sud du jardin muré de Meersbrook House. Cliffefield House était bordé par Smithy Wood qui est actuellement au-dessous de Chesterfield Road. La maison était située entre Derbyshire Lane, Cliffefield Road et Norton Lees Road.

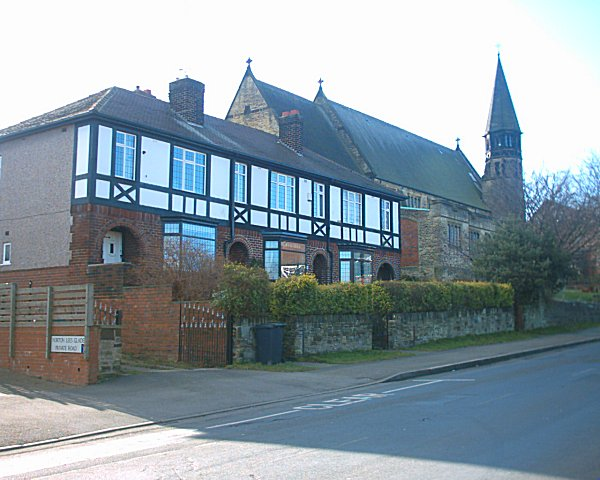
Mur de la propriété de Lees House et église St Paul.

## Lees House
Lees House était une maison de 22 pièces située entre Norton Lees Road, Norton Lees Lane et Beverley Road. La bâtisse se tenait de l'autre côté de Norton Lees Road de Meersbrook Park. La maison fut construite au début du XVIIIe siècle. Le seul vestige de Lees House est le mur en pierre le long de l'église St Paul's. La bâtisse a été démolie et plusieurs maisons isolées ont été appelées Lees House Court.

## Photos

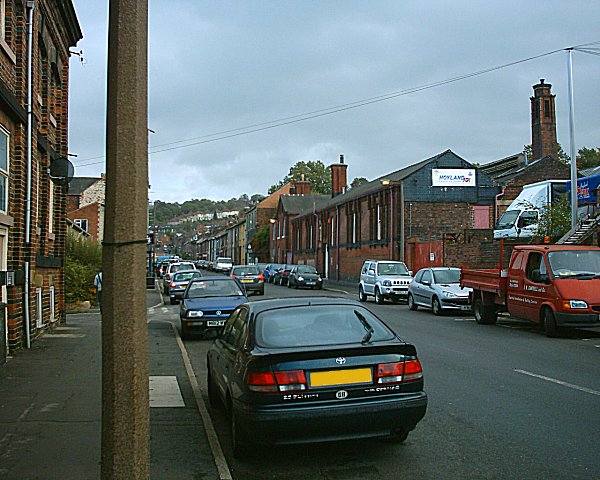
Valley Road en Septembre 2004 avec l'usine Hoyland sur la droite
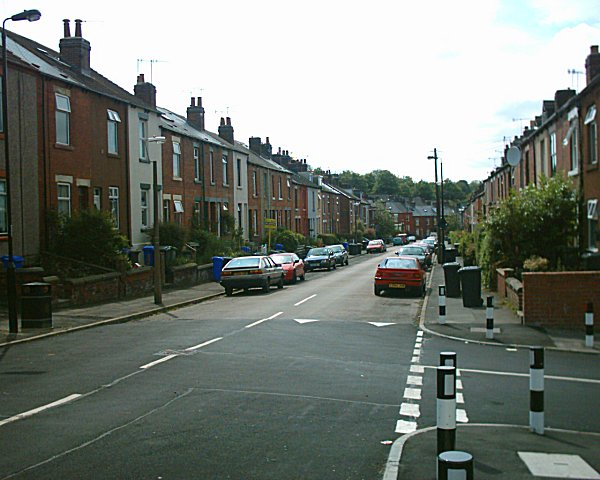
Upper Valley Road en Juin 2005
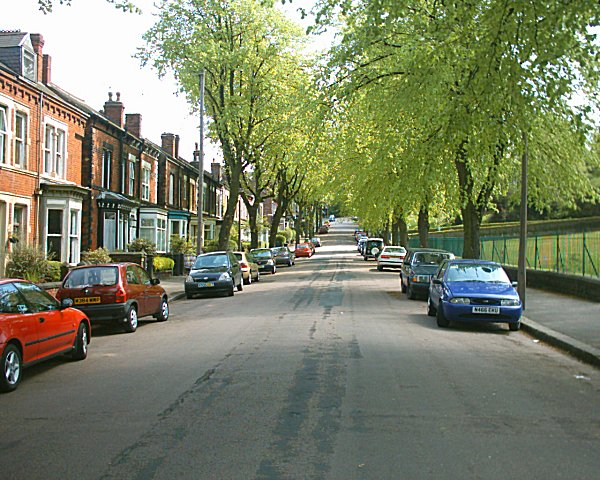
Meersbrook Park Avenue en Mai 2005, Meersbrook Park se trouve sur la droite